# Monarea
Monarea is een geslacht van vliesvleugeligen binnen de familie Braconidae (Schildwespen). 

## Soorten
Het geslacht telt de volgende soorten:
- Monarea fasciipennis
- Monarea nigricoxa
- Monarea tripartita